# 차오저우 성기중학
차오저우 성기중학(중국어: 潮州市城基中学)은 중화인민공화국 광둥성 차오저우 시에 위치한 중학교이다. 1965년에 창설되었다. 전신은 해방로제일소학(중국어: 解放路第一小学)이다. 조주시 1급 학교이며, 조주 시에서 규모가 가장 크고 지명도가 높은 중학교이다.
현재 본 캠퍼스와 실험 캠퍼스가 있으며, 실험 캠퍼스의 정식 명칭은 차오저우 성기실험중학(중국어: 潮州市城基实验中学)이다.

## 갤러리

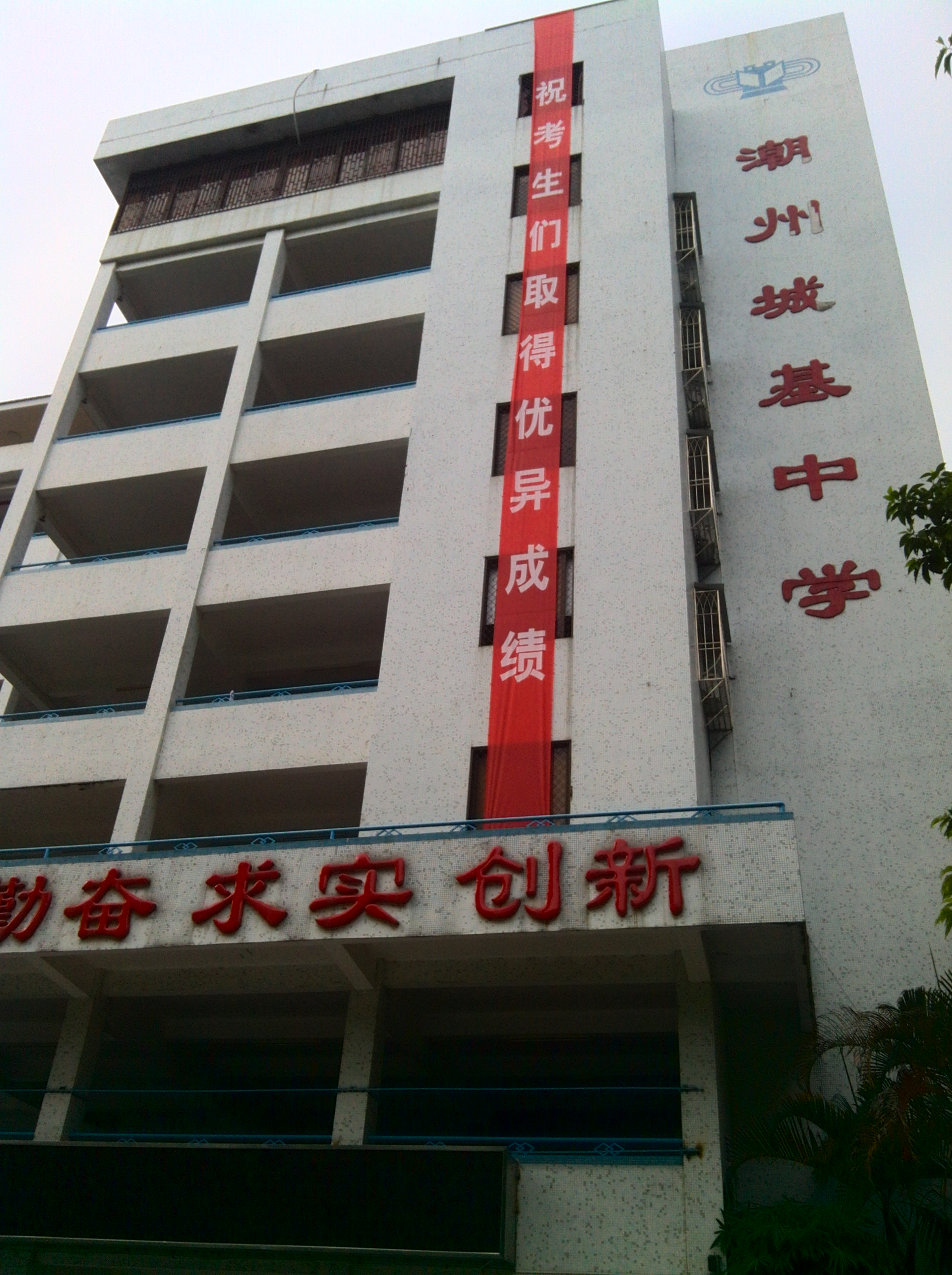
강의 건물 (본교구)
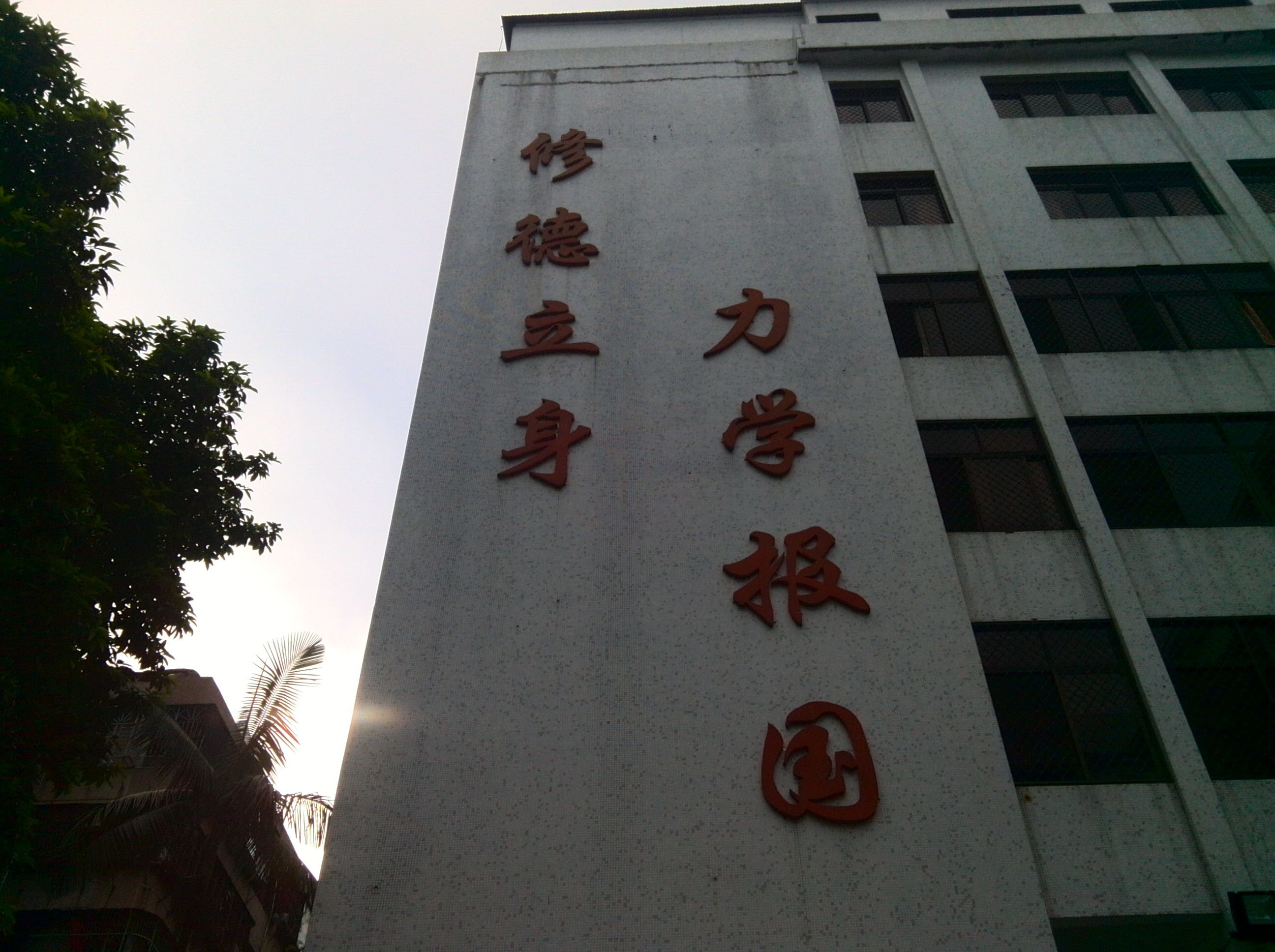
강의 건물 (본교구)
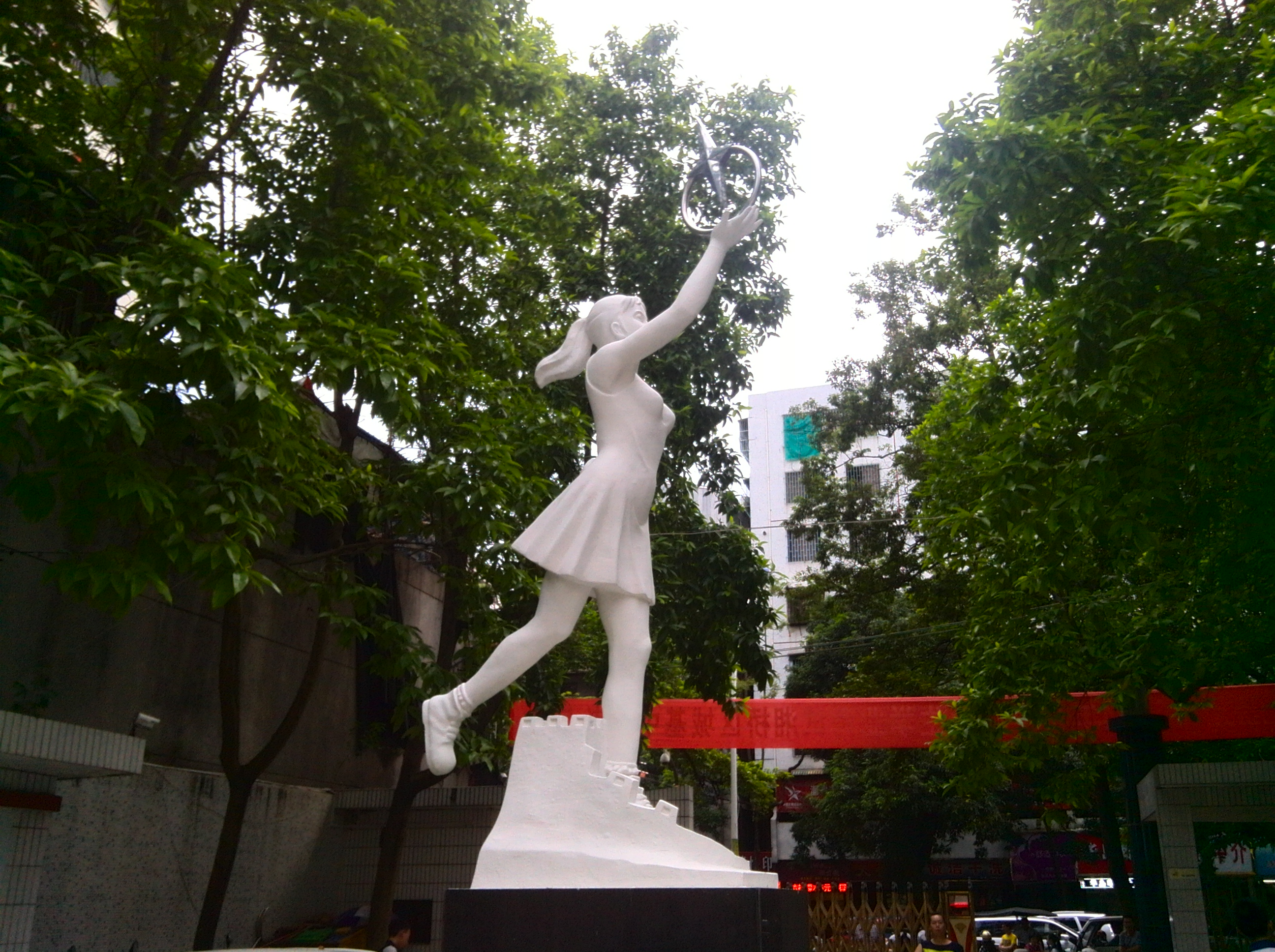
하얀 조각 (본교구)
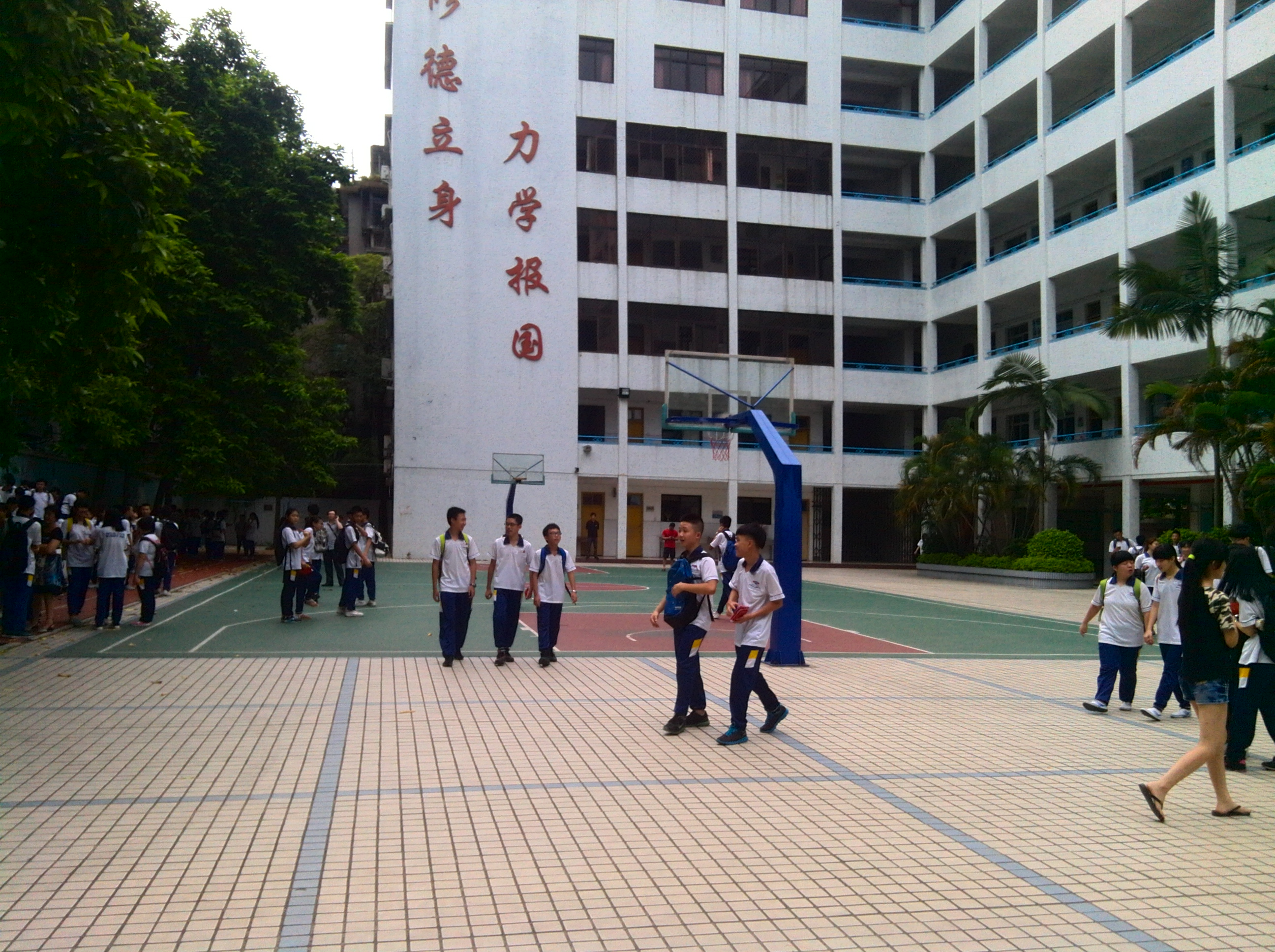
농구장 (본교구)
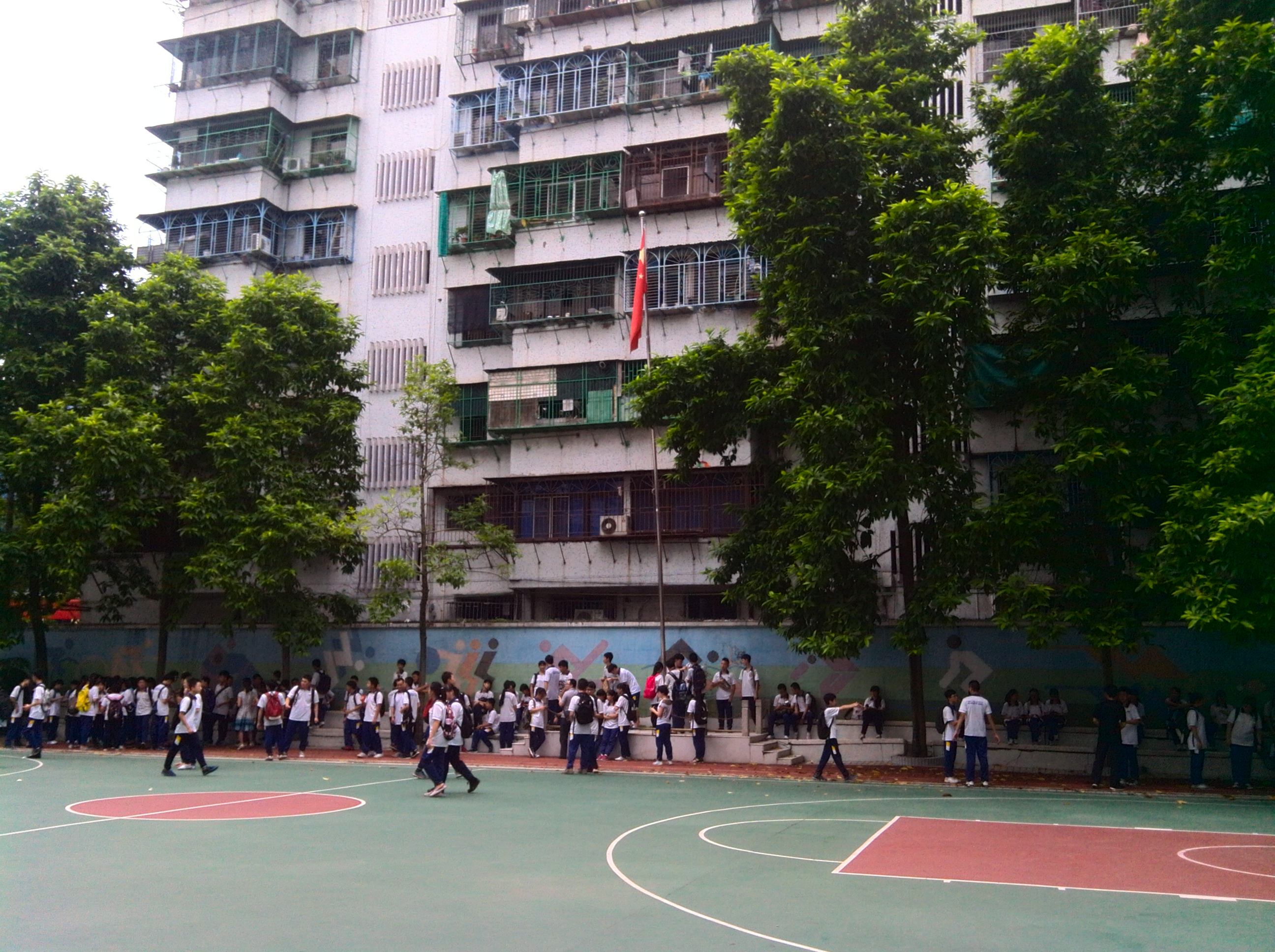
국기게양대 (본교구)
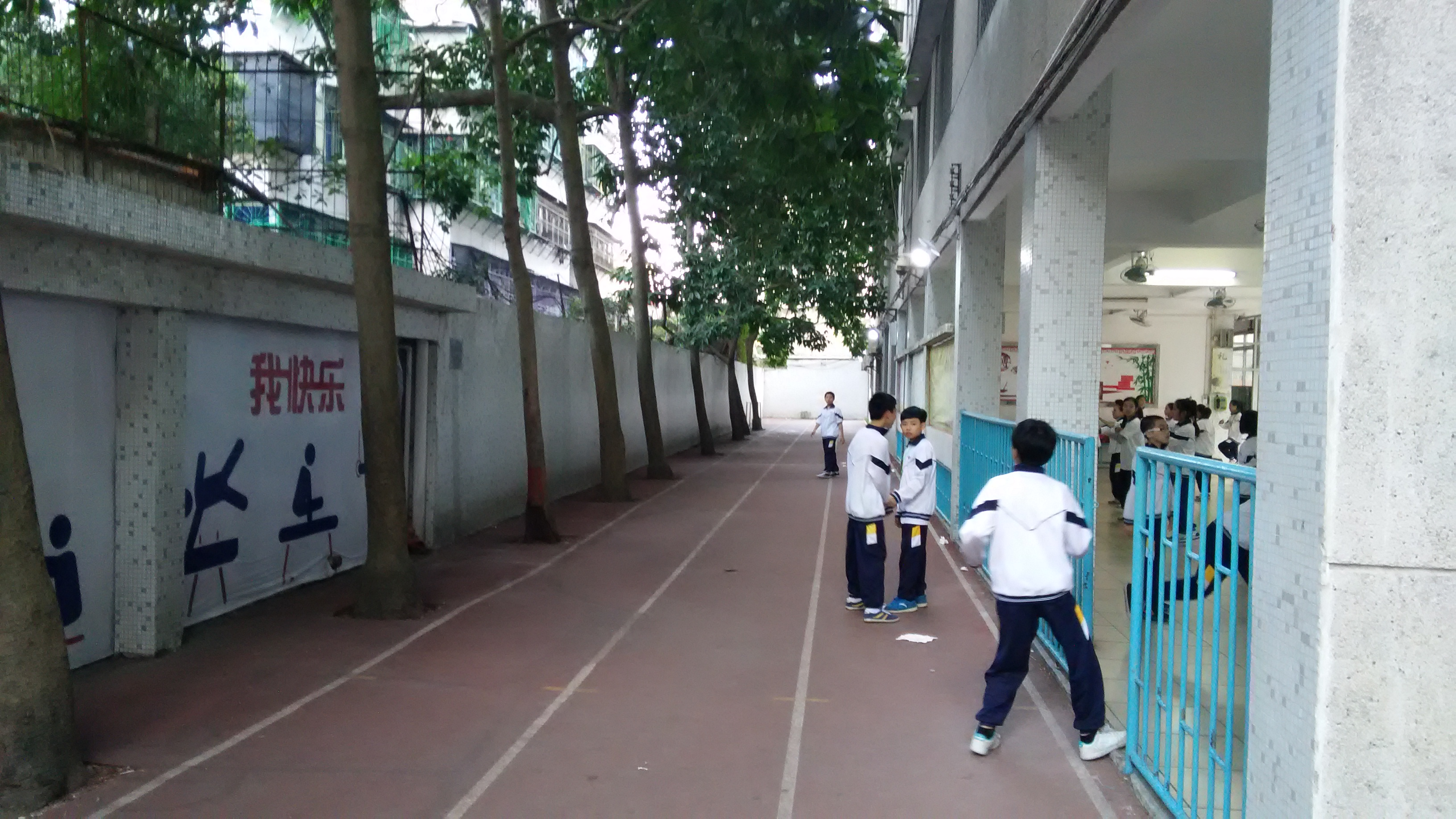
후 코스
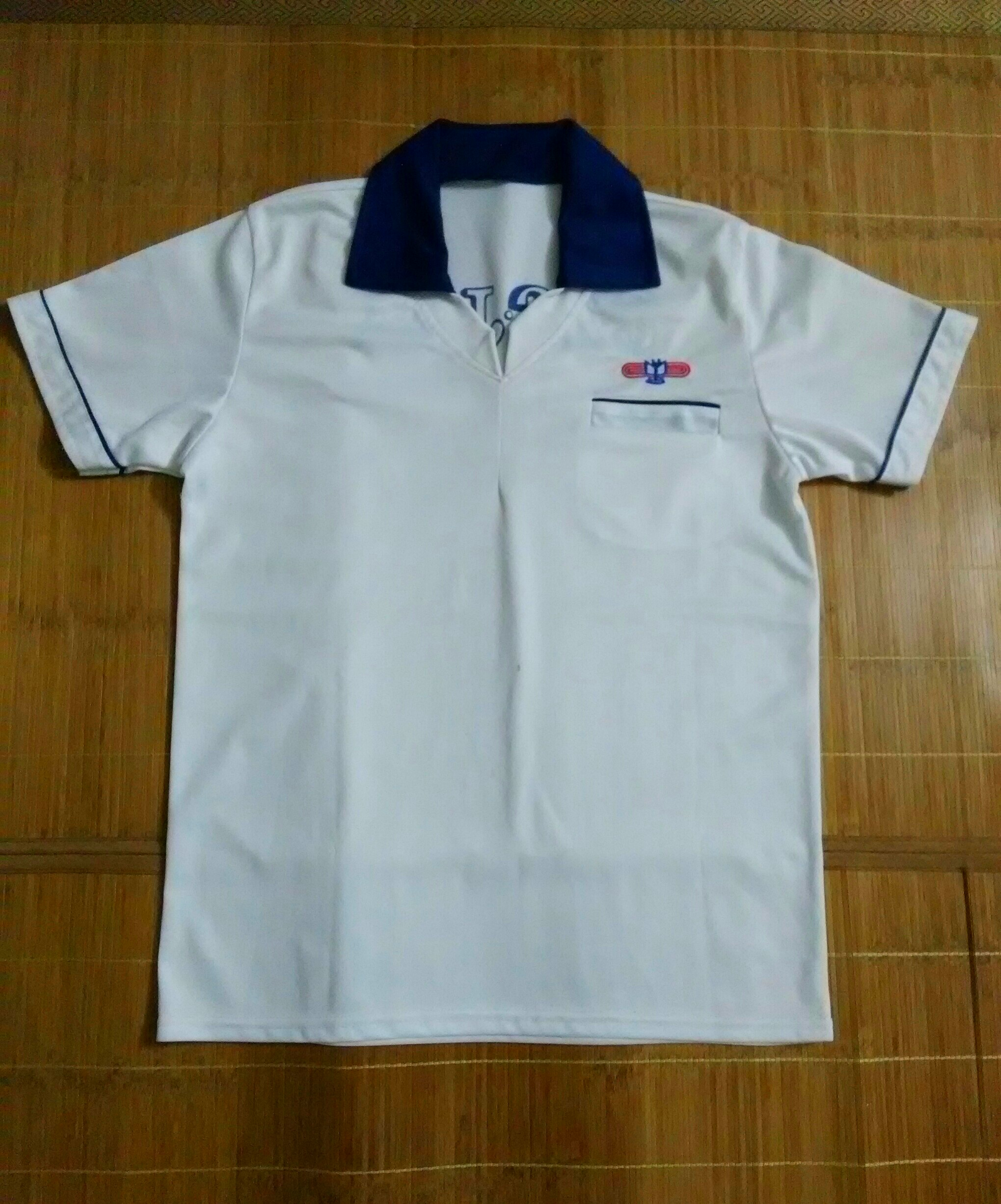
여름 상의 교복